# Чорна п'ятниця (1869)
Чорна п'ятниця (англ. Black Friday) — падіння курсу золота на 30%, що відбулося 24 вересня 1869 через масове вкидання дорогоцінного металу на ринок Казначейством США.

## Історія
У серпні 1869 Джей Гулд і Джеймс Фіск, керуючі залізницею Erie Railroad, та фінансові спекулянти вирішили спровокувати підвищення цін на ринках. Купуючи золото, вони розраховували, що за ним піде підвищення цін на зерно, а потім підвищення попиту на перевезення зерна, що дозволило б підняти залізничний тариф. Наполеоновський план Гулда (так цю аферу оцінювали сучасники) спирався, зокрема, контакти з ближнім оточенням президента Улісса Гранта. Гулд вклав у справу 7 мільйонів доларів, що підняло ціни на золото на 40% першого ж дня. Банк, контрольований Босом Твідом, дав гарантії Гулду, але гравці, які сумніваються, випередили Гулда і знайшли прямий вихід на президента.
Без особливих попереджень та витоків інформації, казначейство США викинуло на ринок масу золота з метою стабілізувати ринок. На той час курс золота зріс на 65 % до липня 1869.
24 вересня 1869 настала «Чорна п'ятниця» — курс золота впав відразу на 30%; хоча Гулд і не втратив вкладені в аферу гроші (його особистий прибуток склав не менше трьох мільйонів доларів), його обклали численними судовими позовами, а одного разу мало не лінчували на вулиці — в результаті 1872 Гулд залишив біржу та залізницю. Того ж року Джеймса Фіска розстріляв на вулиці коханець його колишньої подруги; вважається, що цей злочин не був безпосередньо пов'язаний із «Чорною п'ятницею».
Прямим наслідком «чорної п'ятниці» став тимчасовий занепад Нью-Йоркської фондової біржі і тривалий залізничних акцій, що перетворилися з респектабельних паперів на спекулятивний інструмент. На Уолл-стріт збанкрутували дрібні маклерські контори. Віддаленим, непрямим наслідком стало падіння фінансової групи Джея Кука, яка пережила «п'ятницю».